# Xlib
Xlib (X library, рус. библиотека «икс») — библиотека функций клиента системы X Window, написанная на языке Си.
Содержит функции для взаимодействия с т. н. X-сервером. Библиотека позволяет использовать более высокий уровень абстракции, без знания деталей работы основного протокола системы X Window.
Некоторые пользовательские приложения используют Xlib напрямую (например, Opera), другие используют специальные инструментарии «виджетов» - «надстройки» над базовой библиотекой Xlib.
- Встроенные средства (Xt)
- Набор виджетов Athena (Xaw)
- Motif
- GTK+
- Qt (версия для X11)
- wxWidgets
- SDL
- SFML

Библиотека Xlib появилась около 1985 года и на настоящее время используется как основа и как основной графический интерфейс пользователя во многих Юникс-подобных операционных системах.
Библиотека XCB - попытка разработки замены Xlib.

## Функции XLib
Функции XLib могут быть сгруппированы в несколько категорий:
1. Операции управления соединением с X сервером, такие как XOpenDisplay, XCloseDisplay
2. Запросы X серверу, такие как XCreateWindow, XCreateSimpleWindow, XCreateGC, XCreateColomap
3. Операции клиентской части, такие как управления событиями: XNextEvent, или операции с локальными данными XCreateImage.

## Пример программы
Следующий пример программы устанавливает соединение с X сервером и выводит на экран окно с приветствием:
```
 
/*

  Компилируется след. строкой:   cc test.c -o test -lX11

 */

 
#include
 
<X11/Xlib.h>

 
#include
 
<stdio.h>

 
#include
 
<stdlib.h>

 
#include
 
<string.h>

 
#include
 
<errno.h>

 
extern
 
int
 
errno
;

 
int
 
main
(
void
)
 
{

   
Display
 
*
d
;

   
Window
 
w
;

   
XEvent
 
e
;

   
const
 
char
 
*
msg
 
=
 
"Hello, World!"
;

   
int
 
s
;

   
/* Соединиться с X сервером, если X сервер на удаленной машине

    * следует разрешить на машине, где запущен X Server 

    * удаленные соединения командой xhost+ (см. man xhost)

    */

    
if
 
((
d
 
=
 
XOpenDisplay
(
getenv
(
"DISPLAY"
)))
 
==
 
NULL
)
 
{

	
printf
(
"Can't connect X server:%s
\n
"
,
 
strerror
(
errno
));

	
exit
(
1
);

    
}

   
s
 
=
 
XDefaultScreen
(
d
);

   
/* Создать окно */

   
w
 
=
 
XCreateSimpleWindow
(
d
,
 
RootWindow
(
d
,
 
s
),
 
10
,
 
10
,
 
200
,
 
200
,
 
1
,

                           
XBlackPixel
(
d
,
 
s
),
 
XWhitePixel
(
d
,
 
s
));

   
/* На какие события будем реагировать */

   
XSelectInput
(
d
,
 
w
,
 
ExposureMask
 
|
 
KeyPressMask
);

  
/* Вывести окно на экран */

   
XMapWindow
(
d
,
 
w
);

   
/* Бесконечный цикл обработки событий */

   
while
 
(
1
)
 
{

     
XNextEvent
(
d
,
 
&
e
);

    
/* Перерисовать окно */

     
if
 
(
e
.
type
 
==
 
Expose
)
 
{

       
XFillRectangle
(
d
,
 
w
,
 
DefaultGC
(
d
,
 
s
),
 
20
,
 
20
,
 
10
,
 
10
);

       
XDrawString
(
d
,
 
w
,
 
DefaultGC
(
d
,
 
s
),
 
50
,
 
50
,
 
msg
,
 
strlen
(
msg
));

     
}

   
/* При нажатии кнопки-выход */

     
if
 
(
e
.
type
 
==
 
KeyPress
)

       
break
;

   
}

  
/* Закрыть соединение с X сервером */

   
XCloseDisplay
(
d
);

   
return
 
0
;

 
}

```

Клиент (программа) создает соединение с X сервером функцией XOpenDisplay, в которую передается указатель на DISPLAY, определенный через переменную среды исполнения. В UNIX это можно сделать командой export DISPLAY=":0.0". В качестве переменной DISPLAY можно указать и удаленную машину с запущенным X сервером. Функция (макрос) DefaultScreen выбирает текущий экран (в X Window может быть несколько экранов), XCreateSimpleWindow создает окно, а XSelectInput
определяет события, на которые окно должно реагировать. XMapWindow выводит окно на экран, а XNextEvent выбирает из очереди событие, которое выше было определено. При событии Expose в окне рисуется прямоугольник и выводится строка "Hello World!". При нажатии клавиши на клавиатуре программа завершает работу.